# Is’ was, Doc?
Is’ was, Doc? ist ein US-amerikanischer Spielfilm von Peter Bogdanovich aus dem Jahr 1972, der in der Tradition klassischer Screwball-Komödien wie Leoparden küßt man nicht (1938) steht. Die Hauptrollen spielen Barbra Streisand und Ryan O’Neal. 

## Handlung
Die Geschichte beginnt mit vier gleich aussehenden Reisetaschen in San Francisco. Eine von ihnen gehört dem immer zerstreuten Musikwissenschaftler Dr. Howard Bannister und enthält prähistorische Steine. Howard ist völlig vernarrt in sein abstruses Forschungsgebiet (die Beziehung des Frühzeitmenschen zu Eruptivgesteinen) und interessiert sich für kaum etwas anderes. Aus diesem Grund ist er mit der bestimmenden, spießig-dümmlichen, überkorrekten Eunice Burns verlobt: Offenbar war er an dieser Verlobung selbst (innerlich) sehr wenig beteiligt. Eine andere Reisetasche ist voll mit Kleidung und gehört der unbeschwerten und chaotischen „Multi“-Studentin Judy Maxwell, die sich sofort nach ihrer ersten Begegnung zu Howard hingezogen fühlt. Sie setzt alles daran, Howard zu erobern. Eine dritte Reisetasche gehört der älteren Millionärin Mrs. Van Hoskins und ist gefüllt mit Schmuckstücken. Die vierte Reisetasche gehört dem Agenten Mr. Smith und enthält gestohlene geheime Regierungsakten. Alle vier Reisetaschen mit ihren Besitzern kommen im Hotel Bristol unter.
Howard und Eunice sind in San Francisco für einen Kongress der amerikanischen Musikwissenschaftler („Musikologen“), um dort ein Stipendium zu gewinnen, das von dem etwas schrägen Mäzen Frederick Larrabee gestiftet wurde. Judy gibt sich bei der abendlichen Veranstaltung gegenüber Larrabee als Howards Verlobte Eunice aus und gewinnt die Sympathie des Mäzens, sodass Howard das Stipendium winkt. Am selben Abend versucht der Concierge des Hotels gemeinsam mit einem Komplizen, dem Hausdetektiv, die Juwelen von Mrs. Van Hoskins zu stehlen. Doch auch die Regierungsakten von Mr. Smith sind begehrt, denn der Gegenspion Mr. Jones versucht, diese für die Regierung in Besitz zu bekommen. So werden die vier Koffer in den Hotelzimmern nach und nach vertauscht: Howard bekommt die Juwelen, Judy die Dokumente, Mr. Smith die Kleidung von Judy und die Diebe Howards Steine.
Die Beziehung von Howard und Eunice gerät durch Judy in eine schwere Krise, als diese sich nachts in Howards Hotelzimmer schleicht und eine eifersüchtige Eunice dies ahnt. Das Zimmer von Howard brennt ab und er wird des Hotels verwiesen. Judy gibt sich auch am nächsten Tag bei einem Empfang im Hause Larrabee als Eunice aus, während sie der echten Eunice eine falsche Adresse untergeschoben hat. Alle Beteiligten finden schließlich den Weg in Larrabees Haus, wo es zu einer großen Auseinandersetzung kommt. Howard und Judy schaffen es in dem Gewühl, alle vier Taschen an sich zu nehmen, was zu einer rasanten Verfolgungsjagd durch die Straßen von San Francisco führt. Vier Autos landen in der San Francisco Bay. Beim folgenden furiosen Finale im Gerichtssaal obliegt es Richter Maxwell, dem lebensmüden und mürrischen Vater von Judy, die Sache vor sämtlichen Betroffenen aufzuklären (und an seiner Tochter zu verzweifeln).
Mrs. Van Hoskins bezahlt den Schaden der Verfolgungsjagd in Höhe von 19.950 US-Dollar mit dem Belohnungsgeld für ihre wiedergefundenen Juwelen in Höhe von 20.000 US-Dollar. Die Hoteldiebe fliehen ins Ausland, während Jones und Smith ihren Zwist um die Dokumente fortsetzen, Eunice und Larrabee scheinen ein Paar zu werden. Howard bekommt seine Steine zurück, das Stipendium geht allerdings an seinen arroganten Konkurrenten Hugh Simon. Die in vielen Studienfächern bewanderte Judy kann Simon allerdings nachweisen, dass er ein Plagiator ist, wodurch Howard doch noch sein Stipendium von Larrabee erhält. Judy und Howard werden ein Paar und sie will bei ihm nun Musik studieren.

## Hintergrund
Die gesamte Struktur des Filmes ist eine Verbeugung vor den amerikanischen Screwballkomödien der 1930er und frühen 1940er Jahre, insbesondere vor Howard Hawks Leoparden küßt man nicht mit Cary Grant und Katharine Hepburn, der als Klassiker des Genres gilt. Bogdanovich war mit Hawks befreundet und hatte diesen seit den 1960er-Jahren mehrfach interviewt. So lassen sich in Is’ was, Doc? vielerlei Zitate aus seinem Vorbild erkennen: Barbra Streisands aufmüpfige Art ist eine Anspielung auf Hepburns Charakter, während Ryan O’Neal als schüchterner, weltfremder Sonderling mit dicker Brille dem Dr. Huxley Grants entspricht. Eine Szene wird sogar ganz zitiert: Als O’Neal vor Streisand aus dem Drogerieladen des Hotels flüchtet, rennt diese ihm hinterher und wirft sich an seinen Anzug, der prompt aufreißt. Dasselbe Szenario geschieht mit Grant und Hepburn in einem noblen Restaurant.
Am Ende des Filmes sagt Judy zu Howard: „Lieben bedeutet, niemals um Verzeihung bitten zu müssen“ und spielt damit auf Ryan O’Neals ersten Film Love Story an. Nach einer verdutzten Pause sagt er nur: „Was Dümmeres habe ich noch nie gehört“.

## Synchronisation
| Rolle                        | Schauspieler     | Dt. Synchronstimme |
| ---------------------------- | ---------------- | ------------------ |
| Judy Maxwell                 | Barbra Streisand | Sabine Eggerth     |
| Howard Bannister             | Ryan O’Neal      | Elmar Wepper       |
| Eunice Burns                 | Madeline Kahn    | Heidi Treutler     |
| Hugh Simon                   | Kenneth Mars     | Manfred Andrae     |
| Frederick Larrabee           | Austin Pendleton | Jürgen Clausen     |
| Mr. Smith                    | Michael Murphy   | Ludwig Schütze     |
| Harry, Hoteldetektiv         | Sorrell Booke    | Bruno W. Pantel    |
| Fritz, Concierge             | Stefan Gierasch  | Paul Bürks         |
| Mrs. Van Hoskins             | Mabel Albertson  | Alice Franz        |
| Richter Maxwell              | Liam Dunn        | Klaus W. Krause    |
| Mr. Kaltenborn, Hotelmanager | John Hillerman   | Paul Lasner        |
| Gerichtsdiener               | Graham Jarvis    | Horst Sachtleben   |
| Polizist am Hafen            | M. Emmet Walsh   | Michael Gahr       |

## Kritiken
Die Komödie wurde zum großen Teil positiv aufgenommen. Bei Rotten Tomatoes besitzt der Film, basierend auf 39 Kritiken, eine positive Bewertung von 90 %.

„Peter Bogdanovichs gagreiche Farce, die filmhistorische Zitate und Klischees des Unterhaltungskinos intelligent variiert, gehört zu den Klassikern des New Hollywood.“

„Diesen ungemein witzigen Klassiker des neuen Hollywoodfilms drehte Regisseur Peter Bogdanovich in der Tradition der Screwball-Comedies. Dabei ließ es sich der Regisseur nicht nehmen, zahlreiche Filme zu zitieren und teilweise auch zu persiflieren. Spaßig-spannender Höhepunkt: die durchgedrehte Verfolgungsjagd durch San Francisco.“

## Auszeichnungen
Madeline Kahn wurde für den Golden Globe Award als beste Nachwuchsdarstellerin nominiert, während das Drehbuch mit dem Preis der Writers Guild of America prämiert wurde.